# Eucomatocera
Eucomatocera är ett släkte av skalbaggar. Eucomatocera ingår i familjen långhorningar.
Kladogram enligt Catalogue of Life:
| Eucomatocera | \| \| Eucomatocera minuta \| \| \| \| \| \| Eucomatocera vittata \| \| \| \| |
|              | \| \| Eucomatocera minuta \| \| \| \| \| \| Eucomatocera vittata \| \| \| \| |
|              | Eucomatocera minuta                                                          |
|              |                                                                              |
|              | Eucomatocera vittata                                                         |
|              |                                                                              |